# 大盧扎湖

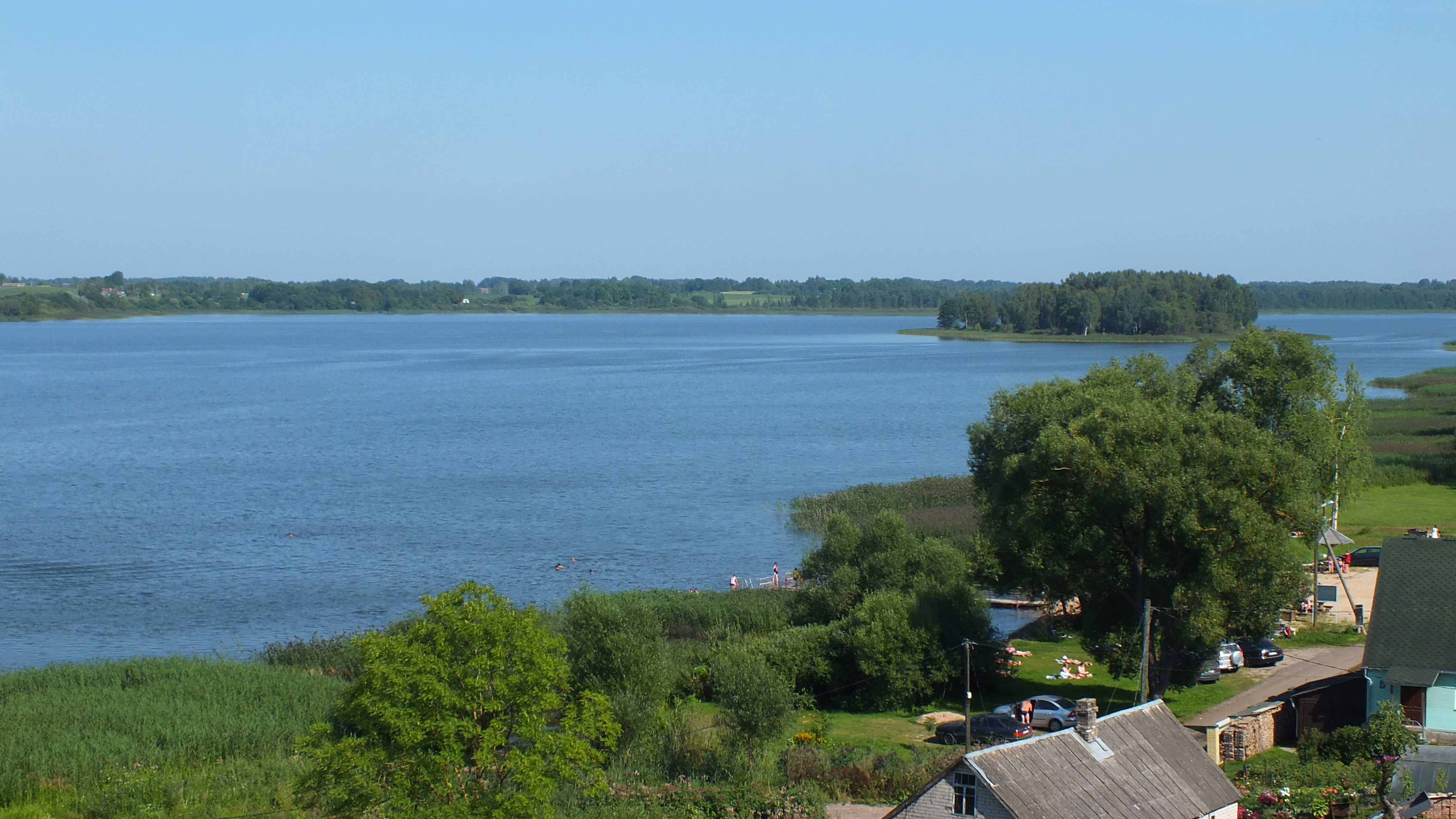
大盧扎湖

大盧扎湖（拉脫維亞語：Lielais Ludzas ezers）是拉脫維亞的湖泊，位於該國東南部，長7.0公里，面積8.5平方公里，海拔高度132.3米，平均水深3.5米，最大水深6.5米，湖中有4個島嶼，湖畔城鎮有盧扎。